# Morti nel 2014/Novembre
| Questa pagina contiene informazioni ricavate automaticamente dalle voci biografiche con l'ausilio del template Bio e di un bot. L'aggiornamento è periodico e automatico e ricostruisce completamente la pagina. Se manca una persona in questa lista, sei pregato di non aggiungerla, ma accertati piuttosto che la sua voce biografica contenga il template Bio e che i dati anagrafici siano correttamente compilati. Se il template Bio manca, inseriscilo tu stesso o, in alternativa, metti l'avviso {{tmp\|Bio}} che ne segnala la mancanza. Se i dati riportati sono sbagliati, correggi direttamente la voce biografica; le modifiche saranno visibili in questa lista entro pochi giorni. Per chiarimenti vedi il progetto biografie. La lista contiene solo le 171 persone che sono citate nell'enciclopedia e per le quali è stato implementato correttamente il template Bio. Pagina aggiornata al 26 giu 2025. |

- 1º novembre - Alberto Baumann, giornalista, scrittore e pittore italiano (n. 1933)
- 1º novembre - Olivo Bin, scrittore italiano (n. 1950)
- 1º novembre - Ciguli, cantante bulgaro (n. 1957)
- 1º novembre - Gian Mario Maulo, politico italiano (n. 1943)
- 1º novembre - Abednigo Ngcobo, calciatore sudafricano (n. 1960)
- 1º novembre - Donald Saddler, coreografo, ballerino e regista teatrale statunitense (n. 1918)
- 1º novembre - Renato Sellani, pianista italiano (n. 1926)
- 1º novembre - Vira Silenti, attrice italiana (n. 1931)
- 1º novembre - Wayne Static, cantautore e polistrumentista statunitense (n. 1965)
- 2 novembre - Acker Bilk, clarinettista e cantante britannico (n. 1929)
- 2 novembre - Bruno Bottai, diplomatico italiano (n. 1930)
- 2 novembre - Jesse Branson, cestista statunitense (n. 1942)
- 2 novembre - Veljko Kadijević, generale e politico jugoslavo (n. 1925)
- 2 novembre - Vladimir Sučilin, calciatore sovietico (n. 1950)
- 3 novembre - Jackie Gallagher, triatleta e maratoneta australiana (n. 1967)
- 3 novembre - Bob Lauriski, cestista statunitense (n. 1951)
- 3 novembre - Herbert Walter Levi, aracnologo statunitense (n. 1921)
- 3 novembre - Tom Magliozzi, attore e doppiatore statunitense (n. 1937)
- 3 novembre - Augusto Martelli, compositore, arrangiatore e direttore d'orchestra italiano (n. 1940)
- 3 novembre - Mariam Fakhr Eddine, attrice egiziana (n. 1933)
- 3 novembre - Nina Vladimirovna Timofeeva, ballerina e politica sovietica (n. 1935)
- 3 novembre - Gordon Tullock, economista statunitense (n. 1922)
- 4 novembre - S. Donald Stookey, inventore statunitense (n. 1915)
- 4 novembre - Eddie Stuart, allenatore di calcio e calciatore sudafricano (n. 1931)
- 5 novembre - Iuri Akobia, compositore di scacchi georgiano (n. 1937)
- 5 novembre - Lucio Comar, pittore italiano (n. 1942)
- 5 novembre - Lane Evans, politico e avvocato statunitense (n. 1951)
- 5 novembre - Roy Hartle, calciatore inglese (n. 1931)
- 5 novembre - Manitas de Plata, chitarrista francese (n. 1921)
- 5 novembre - Mario Pietruzzi, calciatore e allenatore di calcio italiano (n. 1918)
- 5 novembre - Lucio Testa, regista televisivo italiano (n. 1945)
- 6 novembre - Giuseppe Anceschi, letterato italiano (n. 1936)
- 6 novembre - Philipp Fürst, ginnasta tedesco (n. 1936)
- 6 novembre - Viktor Kosteckij, attore russo (n. 1941)
- 6 novembre - Jaroslav Šíp, cestista e allenatore di pallacanestro cecoslovacco (n. 1930)
- 7 novembre - Abu Ayman al-'Iraqi, militare e terrorista iracheno (n. 1965)
- 8 novembre - Adriano Bernacchi, direttore della fotografia italiano (n. 1931)
- 8 novembre - Phil Crane, politico statunitense (n. 1930)
- 8 novembre - Luigi Gorrini, militare e aviatore italiano (n. 1917)
- 8 novembre - Giovan Battista Pirovano, calciatore italiano (n. 1937)
- 8 novembre - Ernie Vandeweghe, cestista canadese (n. 1928)
- 9 novembre - Gabriel Abossolo, calciatore camerunese (n. 1939)
- 9 novembre - Annemarie Buchner, sciatrice alpina tedesca (n. 1924)
- 9 novembre - Gene Grazia, hockeista su ghiaccio statunitense (n. 1934)
- 9 novembre - Stefano Mingardo, attore e giocatore di football americano italiano (n. 1959)
- 9 novembre - Willy Monty, ciclista su strada belga (n. 1939)
- 9 novembre - Jacques Saulnier, scenografo francese (n. 1928)
- 10 novembre - Alessandro Centofanti, tastierista e pianista italiano (n. 1952)
- 10 novembre - Franco Giustolisi, giornalista italiano (n. 1925)
- 10 novembre - Ken Takakura, attore giapponese (n. 1931)
- 10 novembre - Gaetano Varcasia, attore, doppiatore e regista teatrale italiano (n. 1959)
- 11 novembre - John Doar, avvocato statunitense (n. 1921)
- 11 novembre - Didier Schaub, critico d'arte francese (n. 1952)
- 11 novembre - Donald Steiner, biochimico statunitense (n. 1930)
- 11 novembre - Jim Storrie, calciatore e allenatore di calcio scozzese (n. 1940)
- 11 novembre - Carol Ann Susi, attrice statunitense (n. 1952)
- 12 novembre - Elisabetta Campus, attivista italiana (n. 1960)
- 12 novembre - Warren Clarke, attore britannico (n. 1947)
- 12 novembre - Francesco Floris, politico e storico italiano (n. 1939)
- 12 novembre - Joséphine Ladwig, modella francese (n. 1924)
- 12 novembre - Marge Roukema, politica statunitense (n. 1929)
- 12 novembre - Viktor Serebrjanikov, allenatore di calcio e calciatore sovietico (n. 1940)
- 12 novembre - Vincenzo Simonelli, avvocato e politico italiano (n. 1929)
- 12 novembre - Fabrizio Trecca, scrittore e conduttore televisivo italiano (n. 1940)
- 12 novembre - Nii Welbeck, calciatore ghanese (n. 1976)
- 13 novembre - María José Alvarado, modella honduregna (n. 1995)
- 13 novembre - Andrea Baroni, meteorologo, generale e conduttore televisivo italiano (n. 1917)
- 13 novembre - Manoel de Barros, poeta brasiliano (n. 1916)
- 13 novembre - Kakha Bendukidze, politico e imprenditore georgiano (n. 1956)
- 13 novembre - Krystian Czernichowski, cestista polacco (n. 1930)
- 13 novembre - Alexander Grothendieck, matematico apolide (n. 1928)
- 13 novembre - Lucilla Morlacchi, attrice italiana (n. 1936)
- 14 novembre - Evgenij Borisovič Dynkin, matematico russo (n. 1924)
- 14 novembre - Rudolf Halin, matematico tedesco (n. 1934)
- 14 novembre - Kjell Hvidsand, calciatore norvegese (n. 1941)
- 14 novembre - Glen A. Larson, autore televisivo e produttore televisivo statunitense (n. 1937)
- 14 novembre - Marco Sofianopulo, compositore e direttore d'orchestra italiano (n. 1952)
- 15 novembre - Lucien Clergue, fotografo francese (n. 1934)
- 15 novembre - Leslie Feinberg, politica, saggista e attivista statunitense (n. 1949)
- 15 novembre - Mary Glen Haig, schermitrice britannica (n. 1918)
- 15 novembre - This Jenny, politico e imprenditore svizzero (n. 1952)
- 15 novembre - Valéry Mezague, calciatore camerunese (n. 1983)
- 16 novembre - Javier Azagra Labiano, vescovo cattolico spagnolo (n. 1923)
- 16 novembre - Giuseppe Barbati, fumettista italiano (n. 1966)
- 16 novembre - Reynaldo Creagh, cantante cubano (n. 1918)
- 16 novembre - Babak Ghorbani, lottatore iraniano (n. 1989)
- 16 novembre - Peter Kassig, attivista e militare statunitense (n. 1988)
- 16 novembre - Kim Ja-ok, attrice sudcoreana (n. 1951)
- 16 novembre - Esther M. Conwell, fisica e chimica statunitense (n. 1922)
- 16 novembre - Antonino Meli, magistrato italiano (n. 1920)
- 16 novembre - Serge Moscovici, psicologo e sociologo rumeno (n. 1925)
- 16 novembre - Marco Pellegri, architetto, giornalista e storico dell'arte italiano (n. 1921)
- 16 novembre - Carl Sanders, politico e avvocato statunitense (n. 1925)
- 16 novembre - José Luis Viejo, ciclista su strada spagnolo (n. 1949)
- 17 novembre - Willy Burgdorfer, batteriologo svizzero (n. 1925)
- 17 novembre - Irena Górka, cestista polacca (n. 1940)
- 17 novembre - Rokurō Naya, doppiatore giapponese (n. 1932)
- 17 novembre - Ilija Pantelić, calciatore jugoslavo (n. 1942)
- 17 novembre - Jimmy Ruffin, cantante statunitense (n. 1936)
- 17 novembre - Paolo Emilio Taddei, politico italiano (n. 1949)
- 18 novembre - Willy Aronsen, calciatore norvegese (n. 1931)
- 18 novembre - Alain Gilles, cestista e allenatore di pallacanestro francese (n. 1945)
- 18 novembre - Jean-Yves Lormeau, ballerino e direttore artistico francese (n. 1952)
- 18 novembre - Elli Michler, poetessa tedesca (n. 1923)
- 18 novembre - Ismo Villa, hockeista su ghiaccio finlandese (n. 1954)
- 19 novembre - Bengt Eriksson, combinatista nordico svedese (n. 1931)
- 19 novembre - Gholam Hossein Mazloumi, calciatore e allenatore di calcio iraniano (n. 1950)
- 19 novembre - Mike Nichols, regista, comico e produttore cinematografico tedesco (n. 1931)
- 19 novembre - Mario Prosperi, drammaturgo, regista e attore italiano (n. 1940)
- 20 novembre - Angelo Autore, rugbista a 15 italiano (n. 1936)
- 20 novembre - John Bartram, velocista australiano (n. 1925)
- 20 novembre - Cayetana Fitz-James Stuart, nobile spagnola (n. 1926)
- 20 novembre - Adelaide Foti, attrice e regista italiana (n. 1930)
- 20 novembre - Ferenc Németh, cestista ungherese (n. 1920)
- 20 novembre - Renato Romizi, latinista e grecista italiano (n. 1915)
- 21 novembre - Zdeněk Bobrovský, cestista e allenatore di pallacanestro cecoslovacco (n. 1933)
- 21 novembre - Claudio Cesa, filosofo italiano (n. 1928)
- 21 novembre - Paul von Ragué Schleyer, chimico statunitense (n. 1930)
- 22 novembre - Fiorenzo Angelini, cardinale e arcivescovo cattolico italiano (n. 1916)
- 22 novembre - Margaret Aston, storica britannica (n. 1932)
- 22 novembre - Lewis Baltz, fotografo statunitense (n. 1945)
- 22 novembre - Wilfried Barner, critico letterario e germanista tedesco (n. 1937)
- 22 novembre - Derek Deadman, attore britannico (n. 1940)
- 22 novembre - Angelo Demurtas, giornalista italiano (n. 1927)
- 22 novembre - Horst Fügner, pilota motociclistico tedesco (n. 1923)
- 22 novembre - Don Grate, giocatore di baseball e cestista statunitense (n. 1923)
- 22 novembre - Bernard Heidsieck, poeta francese (n. 1928)
- 22 novembre - Émile Poulat, storico e sociologo francese (n. 1920)
- 23 novembre - Marion Barry, politico statunitense (n. 1936)
- 23 novembre - Vladimiro Bertazzoni, politico italiano (n. 1934)
- 23 novembre - Dorothy Bundy, tennista statunitense (n. 1916)
- 23 novembre - Hélène Duc, attrice francese (n. 1917)
- 23 novembre - Alana Ladd, attrice statunitense (n. 1943)
- 23 novembre - Mario Li Vigni, politico italiano (n. 1924)
- 23 novembre - John Neal, allenatore di calcio e calciatore inglese (n. 1932)
- 24 novembre - Erzsébet Balázs, ginnasta ungherese (n. 1920)
- 24 novembre - Rudolf Hoppe, chimico tedesco (n. 1922)
- 24 novembre - Viktor Tichonov, hockeista su ghiaccio e allenatore di hockey su ghiaccio sovietico (n. 1930)
- 25 novembre - Albert Cohen, criminologo statunitense (n. 1918)
- 25 novembre - Vladimir Gundarcev, biatleta sovietico (n. 1944)
- 25 novembre - Eladio Herrera, pugile argentino (n. 1930)
- 25 novembre - Aurelio Milani, calciatore italiano (n. 1934)
- 26 novembre - Don Dee, cestista statunitense (n. 1943)
- 26 novembre - Sabah, cantante e attrice libanese (n. 1927)
- 26 novembre - Emanuele Giudice, politico, scrittore e poeta italiano (n. 1932)
- 26 novembre - Marvin Leonard Goldberger, fisico statunitense (n. 1922)
- 26 novembre - János Konrád, pallanuotista ungherese (n. 1941)
- 26 novembre - Carolina Lama, violista italiana (n. 1922)
- 26 novembre - Sergio Maccagnan, direttore di coro italiano (n. 1938)
- 27 novembre - Roberto Ciaccio, artista italiano (n. 1951)
- 27 novembre - Phillip Hughes, crickettista australiano (n. 1988)
- 27 novembre - P. D. James, scrittrice, funzionaria e politica britannica (n. 1920)
- 27 novembre - Jack Kyle, rugbista a 15 e medico britannico (n. 1926)
- 27 novembre - Kalai Strode, sceneggiatore, attore e compositore statunitense (n. 1946)
- 28 novembre - Said Aql, poeta e politico libanese (n. 1911)
- 28 novembre - Chespirito, attore, sceneggiatore e autore televisivo messicano (n. 1929)
- 28 novembre - Lucidio Sentimenti, calciatore e allenatore di calcio italiano (n. 1920)
- 28 novembre - Bunta Sugawara, attore giapponese (n. 1933)
- 28 novembre - Gražina Tulevičiūtė, cestista sovietica (n. 1934)
- 28 novembre - Joe Vescovi, tastierista italiano (n. 1949)
- 28 novembre - Radomir Vukčević, calciatore jugoslavo (n. 1944)
- 29 novembre - Halina Beyer, cestista polacca (n. 1934)
- 29 novembre - Valentina Nazarenko, cestista sovietica (n. 1930)
- 29 novembre - Mark Strand, poeta e critico letterario canadese (n. 1934)
- 29 novembre - Pёtr Zaev, pugile sovietico (n. 1953)
- 30 novembre - João Araújo, produttore discografico brasiliano (n. 1935)
- 30 novembre - Dino Baccheretti, calciatore italiano (n. 1933)
- 30 novembre - Donato Castellaneta, attore italiano (n. 1931)
- 30 novembre - Go Seigen, goista cinese (n. 1914)
- 30 novembre - Kent Haruf, scrittore statunitense (n. 1943)
- 30 novembre - Paolo Mosca, giornalista, scrittore e cantautore italiano (n. 1943)